# 岗南水库
崗南水庫，建於1958年，位於河北省平山縣岗南镇，西柏坡之南，為治理滹沱河的重點工程，兼有防洪、灌溉、發電、城市用水和庫區養魚之利的大型水利樞紐工程。
水庫地處滹沱河中游，控制流域面積1.59萬平方公里，庫區位於太行山背斜東南，附近多為低山丘陵。年平均降水量約為485毫米，集中於夏季。年平均徑流量約為14.1億立方米，年平均輸沙量約1000萬噸。
水庫主壩高63.19米，長1700余米，頂寬6.5米，副壩17座，總長4700余米。1966年後又陸續擴建、加高大壩，改建正常溢洪道、非常溢洪道，新建泄水洞，增裝調水蓄能機組一台。